# Gynoplistia campbelli
Gynoplistia campbelli là một loài ruồi trong họ Limoniidae. Chúng phân bố ở miền Australasia.